# Ribes niveum
Ribes niveum är en ripsväxtart som beskrevs av John Lindley. Ribes niveum ingår i släktet ripsar, och familjen ripsväxter. Inga underarter finns listade i Catalogue of Life.

## Bildgalleri

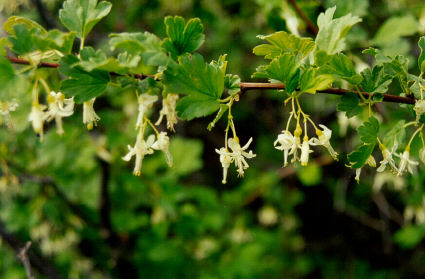